# Axel Breidahl morer sig
Axel Breidahl morer sig er en dansk stum komediefilm fra 1913 produceret af Nordisk Films Kompagni og instrueret af Axel Breidahl efter eget manuskript. Breidahl spiller også filmens hovedrolle.
Filmen havde dansk premiere den 5. juni 1913 i Biograf-Theatret og blev i tysktalende lande distribueret som Die Cousine vom Lande og i fransktalende lande som La cousine de la campagne. 

## Handling
Hr. Hansen sidder på restaurant, hvor nogle unge kvinder flirter med ham. Han følger dem til det pensionat, hvor pigerne bor, men pensionatbestyrerinden kommer. For at skjule ham, klæder de ham ud i pigetøj, og han præsenteres nu som pigernes kusine fra landet. Alt går godt og Hansen kommer rundt på eventyr med pigerne. Han vil dog ikke i vandet på badeanstalten, men får kigget ind af nøglehullerne til badekamrene. Da Hansen endelig kommer tilbage til sine venner, der der maget at prale med.

## Medvirkende
- Axel Breidahl